# Froeschneria
Froeschneria är ett släkte av insekter. Froeschneria ingår i familjen Rhyparochromidae.
Kladogram enligt Catalogue of Life:
| Froeschneria | \| \| Froeschneria multispina \| \| \| \| \| \| Froeschneria piligera \| \| \| \| |
|              | \| \| Froeschneria multispina \| \| \| \| \| \| Froeschneria piligera \| \| \| \| |
|              | Froeschneria multispina                                                           |
|              |                                                                                   |
|              | Froeschneria piligera                                                             |
|              |                                                                                   |